# Myrmica bremii
Myrmica bremii är en myrart som beskrevs av Oswald Heer 1850. Myrmica bremii ingår i släktet rödmyror, och familjen myror. Inga underarter finns listade i Catalogue of Life.